# Spherillo pictus
Spherillo pictus är en kräftdjursart som beskrevs av Heller 1865. Spherillo pictus ingår i släktet Spherillo och familjen Armadillidae. Inga underarter finns listade i Catalogue of Life.